# Vincent Limare
Vincent Limare, né le 26 septembre 1992 à Rouen est un sportif français pratiquant le judo. Il combat dans la catégorie des moins de 60 kg, super-léger.

## Carrière
Dès l'âge de 2 ans et demi, Vincent Limare admire son frère aîné qui pratique le judo et a deux ans de plus que lui. Pour faire comme lui, Vincent enfile un kimono et entre sur les tatamis pour la première fois à l'âge de quatre ans. Son premier coach, Rémi Bracq, détecte chez lui un « potentiel certain », le garçon étant dès son plus jeune âge très dominateur, et gagnant tous ses combats au niveau départemental et régional,,. Il fait des sport-études[réf. nécessaire], puis rejoint le pôle espoir de Rouen et ensuite le pôle France de Strasbourg, avant de rejoindre l’Institut national du sport, de l'expertise et de la performance (INSEP) en 2011[réf. nécessaire]. Il obtient une médaille de bronze aux championnats d'Europe des moins de 17 ans à Sarajevo en 2008, puis une médaille d'argent aux championnats d'Europe juniors, disputés à Lommel en 2011.
En 2013, il déjoue les pronostics et devient champion de France lors des championnats de France à Marseille. La même année, il décroche une médaille de bronze d'une étape de la coupe d'Europe disputée à Belgrade et une au Swiss Open à Genève.
En 2014, il confirme ses bons résultats en décrochant un deuxième titre de champion de France et remporte cinq médailles internationales dont l’or au Grand Prix de Qingdao en Chine. Il obtient un nouveau résultat important en terminant deuxième du Grand Slam de Paris en octobre 2015.
En 2016, la Fédération française de judo ne le sélectionne pas pour les Jeux olympiques à Rio de Janeiro en champion d'Europe, compétition où Limare est éliminé au deuxième tour, malgré une meilleure position pour Limare au ranking mondial.
En 2017, il décide de changer de club et de quitter le Judo Club de Maisons-Alfort (JCMA) après six ans pour le club de l’ES Blanc-Mesnil (ESBM). Il y retrouve notamment Pierre Duprat, Maxime Aminot, Aurélien Diesse et Cyrille Maret. En parallèle, il intègre le dispositif Athlètes SNCF en tant qu’agent commercial à la gare d'Asnières-sur-Seine.
En 2018, Vincent Limare remporte la médaille d'or aux Championnats de France,.

## Palmarès
Le palmarès de Vincent Limare est :

### Compétitions internationales
| Année | Compétition                     | Lieu        | Résultat | Catégorie      |
| ----- | ------------------------------- | ----------- | -------- | -------------- |
| 2019  | Jeux mondiaux militaires        | Wuhan       | 2e       | Moins de 60 kg |
| 2018  | Championnats du monde militaire | Rio         | 3e       | Moins de 60 kg |
| 2017  | Universiade                     | Taipei      | 2e       | Moins de 60 kg |
| 2016  | World Masters                   | Guadalajara | 2e       | Moins de 60 kg |
| 2011  | Championnat d'Europe Juniors    | Lommel      | 2e       | Moins de 60 kg |
| 2008  | Championnat d'Europe Cadets     | Sarejevo    | 3e       | Moins de 55 kg |

Compétitions par équipes :
| Année | Compétition                 | Lieu        | Résultat |
| ----- | --------------------------- | ----------- | -------- |
| 2018  | European Club Championships | Bucarest    | 2e       |
| 2014  | Championnats d'Europe       | Montpellier | 3e       |

### Tournois Grand Chelem et Grand Prix
| Année | Compétition              | Lieu       | Résultat | Catégorie      |
| ----- | ------------------------ | ---------- | -------- | -------------- |
| 2014  | Grand Prix de Düsseldorf | Düsseldorf | 3e       | Moins de 60 kg |
| 2014  | Grand Prix de Qingdao    | Qingdao    | 1er      | Moins de 60 kg |
| 2015  | Grand Slam de Paris      | Paris      | 2e       | Moins de 60 kg |
| 2015  | Grand Chelem de Bakou    | Bakou      | 2e       | Moins de 60 kg |

### Tournois continentaux
- 2013 : 3e de l'European Cup de Belgrade (Serbie)
- 2014 : 3e de l'Open européen de Madrid (Espagne)
- 2014 : 2e de l'Open européen de Tallinn (Estonie)
- 2017 : 3e de l'Open européen de Rome (Italie)
- 2017 : 1er de l'Open européen de Prague (République tchèque)
- 2017 : 1er de l'Open européen de Glasgow (Écosse)
- 2018 : 1er de l'Open européen de Prague (République tchèque)
- 2018 : 1er de l'Open européen de Glasgow (Écosse)
- 2019 : 1er de l'Open européen de Tallin  (Estonie)

### Tournois
- 2012 : 1er à l'Open de Franche Comté à Besançon (France)
- 2012 : 1er au tournoi label B de Troyes (France)
- 2013 : 3e au Swiss Open à Genève (Suisse)

### Championnat de France
- 2007 : 3e à la coupe de France cadets à Paris
- 2008 : Champion de France UNSS cadets à Paris
- 2008 : Champion de France cadets à Paris
- 2009 : Champion de France 2e division à Paris
- 2010 : 3e au championnat de France juniors à Paris
- 2010 : 3e au championnat de France 1re division à Périgueux
- 2011 : Champion de France juniors à Epinay-sous-Senart
- 2013 : Champion de France universitaire 1re division à Rouen
- 2013 : Champion de France 2e division à Paris
- 2013 : Champion de France 1re division à Marseille
- 2014 : Champion de France 1re division à Villebon-sur-Yvette
- 2018 : Vice-champion de France par équipe à Bourges
- 2018 : Champion de France 1re division à Rouen
- 2019 : Vice-Champion de France 1re division à Amiens